# Société des femmes artistes modernes
La Société des femmes artistes modernes (FAM), créée en 1930, est une association de femmes artistes françaises qui a organisé un salon annuel de 1931 à 1938, à Paris,.

## Histoire
Cette société, fondée par Marie-Anne Camax-Zoegger en 1931, en "scission moderniste" de l'Union des femmes peintres et sculpteurs, organise, jusqu'en 1938, un salon annuel, dans des lieux divers comme la Galerie de la Maison de France, la galerie Bernheim-Jeune, au Pavillon des Expositions (sur l'esplanade des Invalides) et au Petit Palais, pour présenter et défendre le travail artistique des femmes : « J'ai cherché, en formant les FAM, à offrir un groupe d'artistes vraiment convaincus à notre art moderne dans notre modeste cadre féminin. »

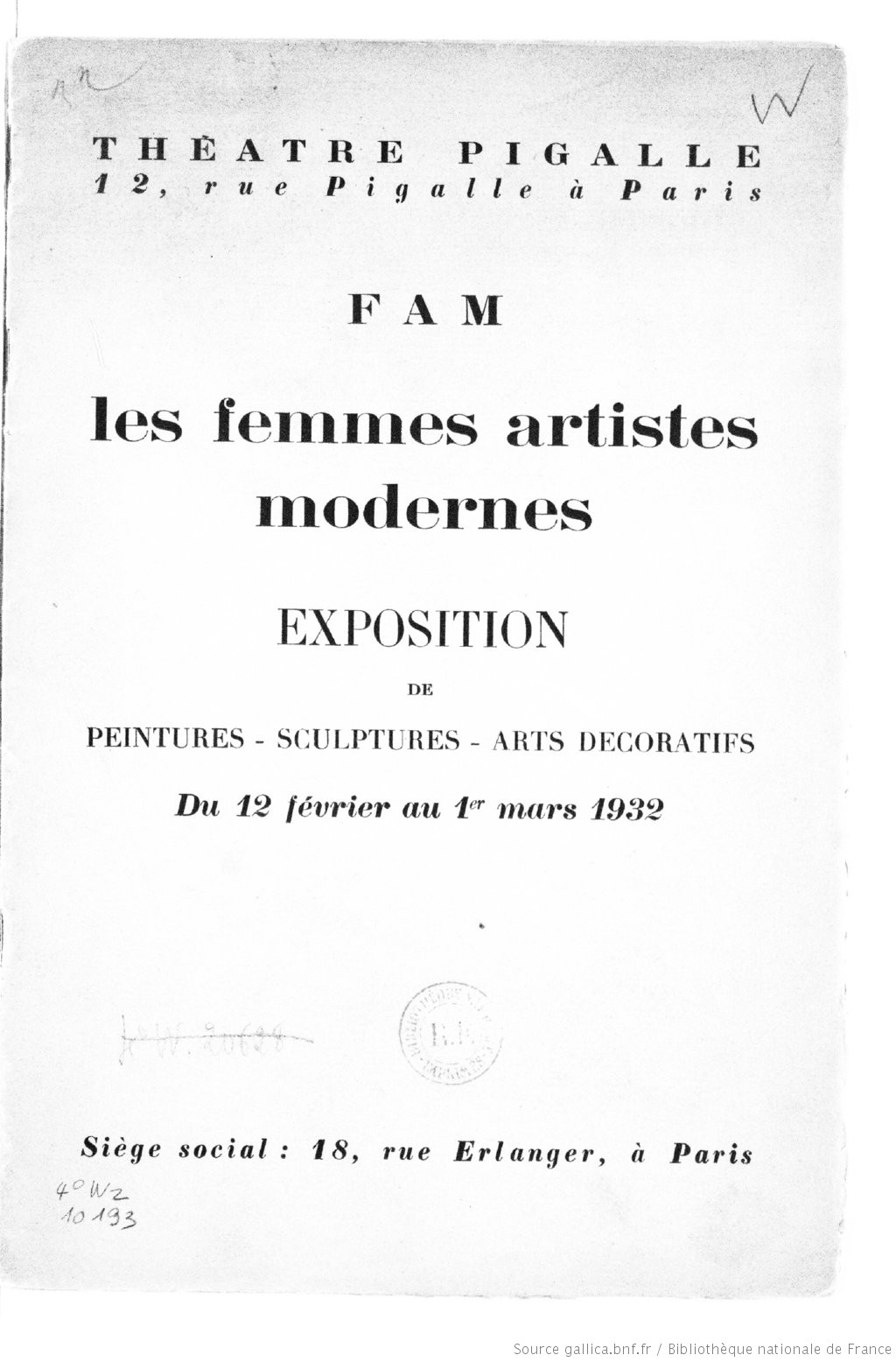
Catalogue de l'exposition de 1932.

Pour en assurer le succès, des hommes politiques comme Albert Sarraut, Anatole de Monzie, des directeurs des Beaux-Arts, des membres de l'Institut, des hommes de lettres comme Gustave Kahn ou Paul Valéry, sont nommés membres d'honneur.
Participeront à ce groupe Jeanne Bardey ; Anna Bass ; Jeanne Bergson ; Chériane ; Hermine David ; Magdeleine Dayot ; Clémentine-Hélène Dufau ; Suzanne Duchamp ;  Paule Gobillard ; Louise Hervieu ; Louise Ibels ; Marie Laurencin ;  Marthe Lebasque ; Tamara de Lempicka ; Mariette Lydis ; Hélène Marre ; Marie Mela Muter ; Chana Orloff ; Jane Poupelet ; Yvonne Serruys ; Suzanne Valadon ; etc.
Le salon expose des œuvres de l'Américaine Mary Cassatt, de l'Espagnole María Blanchard et présente, en 1934, des œuvres de Camille Claudel.

### Salon de 1938
Pour le Salon de 1938, ouvert à la galerie Charpentier au 76, rue du Faubourg-Saint-Honoré, Louis Vauxcelles note, dans Le Monde illustré : 

« Les Femmes Artistes Modernes groupe sans contredit le dessus du panier des palettes féminines. Et il faut, avant de nommer les principales exposantes réunies à l’hôtel Charpentier, par les soins de l’éminente et inlassable présidente Marianne Camax-Zoegger, féliciter cette dernière de n’avoir oublié personne, j’entends personne des femmes de talent… »

Le 19 mars 1938, Albert Lebrun, président de la République, et Jean Zay, ministre de l’Éducation nationale et des Beaux-Arts, visitent le salon. Marie-Jo Bonnet évoque cet événement : 

« Quelle belle reconnaissance par le Front populaire du travail collectif des femmes artistes modernes qui ont réussi à rassembler pendant presque dix ans une soixantaine d’artistes parmi les plus importantes de l’entre-deux-guerres. Dans le climat de double morale esthétique qui régnait alors, c’est un tour de force d’avoir réussi à montrer ces œuvres au public, en constituant une sorte de force collective qui atteste d’une réalité, d’une vitalité et d’un regard autre qui a également droit de cité. »

### Organisation
Marie-Anne Camax-Zoegger est la présidente du groupe, Bessie Davidson la vice-présidente de 1932 à 1936, Louise Germain la trésorière et Émilie Charmy la secrétaire.